# BMW Open 2023
BMW Open 2023 (còn được biết đến với BMW Open by American Express vì lý do tài trợ) là một giải quần vợt nam thi đấu trên mặt sân đất nện ngoài trời. Đây là lần thứ 107 giải đấu được tổ chức và là một phần của ATP Tour 250 trong ATP Tour 2023. Giải đấu diễn ra tại Khu liên hợp MTTC Iphitos ở Munich, Đức, từ ngày 17 đến ngày 23 tháng 4 năm 2023.

## Điểm và tiền thưởng

### Phân phối điểm
| Sự kiện | VĐ  | CK  | BK | TK | Vòng 1/16 | Vòng 1/32 | Q  | Q2 | Q1 |
| Đơn     | 250 | 150 | 90 | 45 | 20        | 0         | 12 | 6  | 0  |
| Đôi     | 250 | 150 | 90 | 45 | 0         | —         | —  | —  | —  |

## Nội dung đơn

### Hạt giống
| Quốc gia | Tay vợt                 | Xếp hạng | Hạt giống |
| -------- | ----------------------- | -------- | --------- |
| DEN      | Holger Rune             | 7        | 1         |
| USA      | Taylor Fritz            | 10       | 2         |
| GER      | Alexander Zverev        | 16       | 3         |
| NED      | Botic van de Zandschulp | 31       | 4         |
| ARG      | Sebastián Báez          | 32       | 5         |
| ITA      | Lorenzo Sonego          | 45       | 6         |
| ESP      | Roberto Carballés Baena | 49       | 7         |
| SUI      | Marc-Andrea Hüsler      | 60       | 8         |

- Bảng xếp hạng vào ngày 10 tháng 4 năm 2023.[2]

### Vận động viên khác
Đặc cách:
- Daniel Altmaier
- Yannick Hanfmann
- Max Hans Rehberg

Bảo toàn thứ hạng:
- Kyle Edmund

Vượt qua vòng loại:
- Flavio Cobolli
- Aslan Karatsev
- Alexander Ritschard
- Marko Topo

### Rút lui
- Matteo Berrettini → thay thế bởi  Jan-Lennard Struff
- Maxime Cressy → thay thế bởi  Roberto Carballés Baena
- Jack Draper → thay thế bởi  Christopher O'Connell

## Nội dung đôi

### Hạt giống
| Quốc gia | Tay vợt              | Quốc gia | Tay vợt         | Xếp hạng | Hạt giống |
| -------- | -------------------- | -------- | --------------- | -------- | --------- |
| GER      | Kevin Krawietz       | GER      | Tim Pütz        | 44       | 1         |
| COL      | Juan Sebastián Cabal | COL      | Robert Farah    | 50       | 2         |
| USA      | Nathaniel Lammons    | USA      | Jackson Withrow | 66       | 3         |
| BRA      | Marcelo Melo         | AUS      | John Peers      | 79       | 4         |

- Bảng xếp hạng vào ngày 10 tháng 4 năm 2023.

### Vận động viên khác
Đặc cách:
- Matthias Bachinger /  Dominic Thiem
- Oscar Otte /  Jan-Lennard Struff

Thay thế:
- Yannick Hanfmann /  Daniel Masur
- Christopher O'Connell /  Albano Olivetti

### Rút lui
- Roberto Carballés Baena /  Thiago Monteiro → thay thế bởi  Christopher O'Connell /  Albano Olivetti
- Jérémy Chardy /  Fabrice Martin → thay thế bởi  Jérémy Chardy /  Ugo Humbert
- Maxime Cressy /  Albano Olivetti → thay thế bởi  Dustin Brown /  Adam Pavlásek
- Marcos Giron /  Constant Lestienne → thay thế bởi  Yannick Hanfmann /  Daniel Masur

## Nhà vô địch

### Đơn
- Holger Rune đánh bại  Botic van de Zandschulp 6–4, 1–6, 7–6(7–3)

### Đôi
- Alexander Erler /  Lucas Miedler đánh bại  Kevin Krawietz /  Tim Pütz, 6–3, 6–4